# Giải vô địch Carom 3 băng thế giới UMB
Giải vô địch Carom 3 băng thế giới UMB là một giải đấu bi-a carom 3 băng chuyên nghiệp, được tổ chức hàng năm bởi Union Mondiale de Billard. Cho đến năm 1953 nó được tổ chức bởi UIFAB (Hiệp hội các Liên đoàn bila nghiệp dư). Trong một cuộc tranh chấp giữa UMB và BWA (Hiệp hội Billiards Thế giới), UMB đã quyết định không tổ chức chức vô địch giữa năm 1988-1991. Thay vào đó, người chiến thắng chung cuộc của World Cup đã được công bố là nhà vô địch thế giới.:p785
Từ năm 1928 đến năm 1958 và từ năm 1985 đến năm 1987, các trận đấu được chơi như một thể thức đơn với thi đấu đến 50 điểm (hoặc 60 điểm giữa năm 1960 và năm 1984). Từ năm 1994 đến năm 2011 giải đấu đã được chơi trong một hệ thống set, người chiến thắng đạt được chiến thắng 3 trên 5. Từ năm 2012 nó đã được thay đổi trở lại một thể thức duy nhất với chạy đến 40 điểm.

## Tiền thưởng và điểm xếp hạng

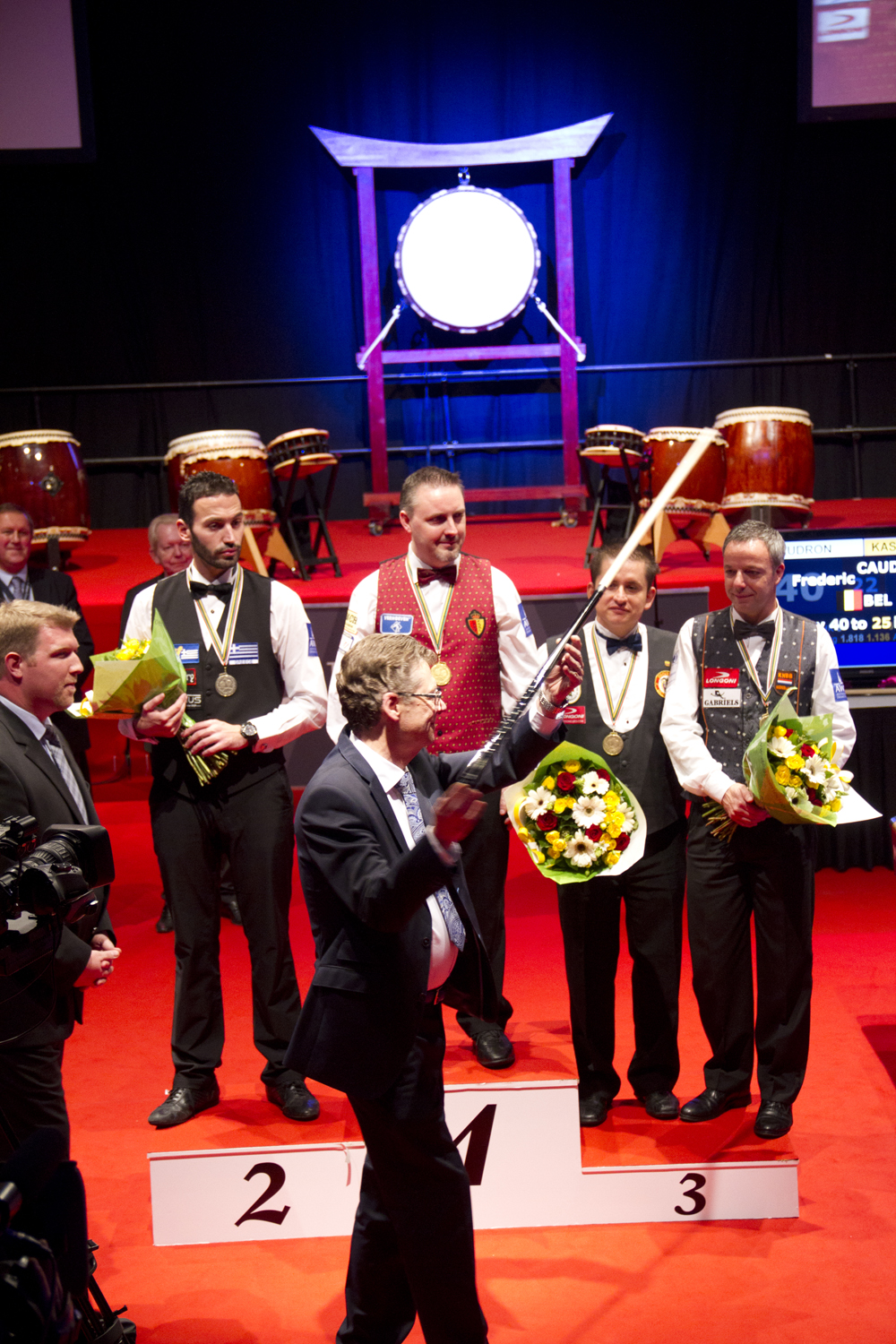
Lễ trao giải thưởng 2013.
Ludo Dielis hands over the diamant-cue to the winner Frederic Caudron.
From Left to right: Vice world champion Filippos Kasidokostas, Caudron, Bronce medal winners Alexander Salazar and Dick Jaspers.

Nguồn:
| Hạng         | Tiền thưởng  | Điểm xếp hạng |
| ------------ | ------------ | ------------- |
| Vô địch      | 20.000 € x 1 | 120           |
| Á quân       | 12.000 € x 1 | 081           |
| Hạng 3 & 4   | 7.000 € x 2  | 057           |
| Hạng 5 – 8   | 4.000 € x 4  | 039           |
| Hạng 9 – 16  | 2.000 € x 8  | 024           |
| Hạng 17 – 32 | 1.500 € x 16 | 012           |
| Hạng 33 – 48 | 1.000 € x 16 | 08            |
| Tổng số      | 118.000 €    |               |

## Kỷ lục giải đấu (dòng thời gian)
| GA    | Tên                    | Năm  |
| ----- | ---------------------- | ---- |
| 0,552 | Edmond Soussa          | 1928 |
| 0,720 | Emile Zaman            | 1929 |
| 0,755 | Claudio Puigvert       | 1935 |
| 0,859 | Edward L. Lee          | 1936 |
| 0,884 | Augusto Vergez         | 1938 |
| 0,922 | José Bonomo            | 1948 |
| 1,070 | Pedro Leopoldo Carrera | 1952 |
| 1,089 | René Vingerhoedt       | 1958 |
| 1,307 | Raymond Ceulemans      | 1963 |
| 1,345 | Raymond Ceulemans      | 1966 |
| 1,478 | Raymond Ceulemans      | 1973 |
| 1,500 | Raymond Ceulemans      | 1976 |
| 1,679 | Raymond Ceulemans      | 1978 |
| 1,745 | Raymond Ceulemans      | 1986 |
| 2,015 | Torbjörn Blomdahl      | 1997 |
| 2,122 | Torbjörn Blomdahl      | 2010 |
| 2,123 | Mã Minh Cẩm            | 2017 |

| SA    | Tên               | Năm  |
| ----- | ----------------- | ---- |
| 0,746 | Emile Zaman       | 1928 |
| 0,961 | Emile Zaman       | 1929 |
| 1,136 | Claudio Puigvert  | 1932 |
| 1,162 | Augusto Vergez    | 1938 |
| 1,562 | Alfredo Fuentes   | 1948 |
| 1,612 | René Vingerhoedt  | 1952 |
| 1,612 | August Tiedtke    | 1958 |
| 2,068 | Raymond Ceulemans | 1963 |
| 2,500 | Raymond Ceulemans | 1966 |
| 2,631 | Raymond Ceulemans | 1986 |
| 2,812 | Nobuaki Kobayashi | 1988 |
| 2,812 | Torbjörn Blomdahl | 1991 |
| 2,812 | Torbjörn Blomdahl | 1997 |
| 2,812 | Torbjörn Blomdahl | 2001 |
| 3,461 | Daniel Sánchez    | 2005 |
| 4,500 | Dick Jaspers      | 2011 |
| 5,714 | Kang Dong-koong   | 2013 |

| HR | Tên                | Năm  |
| -- | ------------------ | ---- |
| 09 | Edmond Soussa      | 1928 |
| 10 | Enrique Miró       | 1931 |
| 10 | Claudio Puigvert   | 1932 |
| 12 | Edmond Soussa      | 1933 |
| 12 | Alfred Lagache     | 1938 |
| 12 | Alfredo Fuentes    | 1948 |
| 12 | Bernard Siguret    | 1952 |
| 12 | August Tiedtke     | 1953 |
| 13 | Johann Scherz      | 1958 |
| 14 | Raymond Steylaerts | 1964 |
| 14 | Raymond Ceulemans  | 1974 |
| 15 | Raymond Ceulemans  | 1975 |
| 15 | Raymond Ceulemans  | 1980 |
| 15 | Rini van Bracht    | 1982 |
| 15 | Avelino Rico       | 1986 |
| 15 | Torbjörn Blomdahl  | 1991 |
| 15 | Jozef Philipoom    | 1995 |
| 15 | Marco Zanetti      | 1997 |
| 15 | Daniel Sánchez     | 1998 |
| 15 | Raimond Burgman    | 1998 |
| 15 | Sang Chun Lee      | 1999 |
| 15 | Marco Zanetti      | 2000 |
| 15 | Eddy Merckx        | 2010 |
| 17 | Frédéric Caudron   | 2012 |
| 17 | Frédéric Caudron   | 2013 |
| 18 | Pedro Piedrabuena  | 2014 |
| 19 | Sameh Sidhom       | 2015 |

## Danh sách các giải vô địch
Đây là danh sách giải vô địch bi-a Carom 3 băng thế giới UMB, từ năm 1928 đến nay.:pp 799–853
| STT | Năm                                          | Địa điểm         | Vô địch               | Trung bình | Á quân                 | Trung bình | Hạng ba                | Trung bình |
| --- | -------------------------------------------- | ---------------- | --------------------- | ---------- | ---------------------- | ---------- | ---------------------- | ---------- |
| 01  | 1928                                         | Reims            | Edmond Soussa         | 0,552      | Carel Koopman          | 0,493      | Otto Unshelm           | 0,489      |
| 02  | 1929                                         | Bruxelles        | Edmond Soussa         | 0,604      | Emile Zaman            | 0,720      | Arnoud Sengers         | 0,542      |
| 03  | 1930                                         | Amsterdam        | Hendrik J. Robijns    | 0,587      | Edmond Soussa          | 0,541      | Arnoud Sengers         | 0,542      |
| 04  | 1931                                         | Barcelona        | Enrique Miró          | 0,551      | Edmond Soussa          | 0,632      | Arnoud Sengers         | 0,571      |
| 05  | 1932                                         | Vichy            | Hendrik J. Robijns    | 0,679      | Claudio Puigvert       | 0,698      | Franz Aeberhard        | 0,557      |
| 06  | 1933                                         | Cairo            | Hendrik J. Robijns    | 0,628      | Edmond Soussa          | 0,593      | Claudio Puigvert       | 0,547      |
| 07  | 1934                                         | Barcelona        | Claudio Puigvert      | 0,695      | Jacques Davin          | 0,590      | Jean Albert            | 0,508      |
| 08  | 1935                                         | Algiers          | Alfred Lagache        | 0,656      | Claudio Puigvert       | 0,755      | Emile Zaman            | 0,643      |
| 09  | 1936                                         | New York         | Edward L. Lee         | 0,859      | Eugene Deardorff       | 0,665      | Edmond Soussa          | 0,631      |
| 10  | 1937                                         | Köln             | Alfred Lagache        | 0,696      | August Tiedtke         | 0,680      | Arnoud Sengers         | 0,603      |
| 11  | 1938                                         | Buenos Aires     | Augusto Vergez        | 0,884      | Jean Fransisco Vergez  | 0,677      | Alfred Lagache         | 0,745      |
|     | Năm 1939 đến năm 1947: không tổ chức         |                  |                       |            |                        |            |                        |            |
| 12  | 1948                                         | Buenos Aires     | Rene Vingerhoedt      | 0,877      | Jose Bonomo            | 0,922      | Augusto Vergez         | 0,819      |
|     | Năm 1949 đến năm 1951: không tổ chức         |                  |                       |            |                        |            |                        |            |
| 13  | 1952                                         | Buenos Aires     | Pedro L. Carrera      | 1,070      | August Tiedtke         | 0,961      | Carlos Friedenthal     | 0,943      |
| 14  | 1953                                         | Antwerpen        | Enrique Navarra       | 0,937      | Rene Vingerhoedt       | 1,001      | Pedro L. Carrera       | 0,921      |
|     | Năm 1954 đến năm 1957: không tổ chức         |                  |                       |            |                        |            |                        |            |
| 15  | 1958                                         | Barcelona        | Enrique Navarra       | 0,913      | Rene Vingerhoedt       | 1,089      | August Tiedtke         | 0,921      |
|     | Năm 1959: không tổ chức                      |                  |                       |            |                        |            |                        |            |
| 16  | 1960                                         | Buenos Aires     | Rene Vingerhoedt      | 0,961      | Carlos Monestier       | 0,811      | José Bonomo            | 0,887      |
| 17  | 1961                                         | Amsterdam        | Adolfo Suarez         | 0,997      | Egidio Vieira          | 0,801      | Bernard Siguret        | 0,905      |
|     | Năm 1962: không tổ chức                      |                  |                       |            |                        |            |                        |            |
| 18  | 1963                                         | Neuss            | Raymond Ceulemans     | 1,307      | Johann Scherz          | 1,077      | Enrique Navarra        | 0,817      |
| 19  | 1964                                         | Oostende         | Raymond Ceulemans     | 1,231      | Marcelo Lopez          | 1,040      | Roger Hanoun           | 0,939      |
| 20  | 1965                                         | Hilversum        | Raymond Ceulemans     | 1,290      | Johann Scherz          | 1,152      | Ogata Koya             | 1,127      |
| 21  | 1966                                         | Buenos Aires     | Raymond Ceulemans     | 1,191      | Enrique Navarra        | 1,006      | Alfonso González       | 0,878      |
| 22  | 1967                                         | Lima             | Raymond Ceulemans     | 1,345      | Humberto Suguimizu     | 0,957      | Kubo Keizo             | 1,003      |
| 23  | 1968                                         | Düren            | Raymond Ceulemans     | 1,227      | Ogata Koya             | 0,910      | Johann Scherz          | 1,009      |
| 24  | 1969                                         | Tokyo            | Raymond Ceulemans     | 1,276      | Ogata Koya             | 0,992      | Diego Martínez         | 0,906      |
| 25  | 1970                                         | Las Vegas        | Raymond Ceulemans     | 1,164      | Kobayashi Nobuaki      | 0,998      | Johann Scherz          | 0,876      |
| 26  | 1971                                         | Groningen        | Raymond Ceulemans     | 1,266      | Rini van Bracht        | 0,865      | Henny de Ruyter        | 0,814      |
| 27  | 1972                                         | Buenos Aires     | Raymond Ceulemans     | 1,315      | Kobayashi Nobuaki      | 1,025      | Peter Thøgersen        | 0,902      |
| 28  | 1973                                         | Cairo            | Raymond Ceulemans     | 1,478      | Kobayashi Nobuaki      | 0,966      | Humberto Suguimizu     | 0,811      |
| 29  | 1974                                         | Antwerpen        | Kobayashi Nobuaki     | 1,312      | Raymond Ceulemans      | 1,325      | Yoshihara Yoshio       | 1,130      |
| 30  | 1975                                         | La Paz           | Raymond Ceulemans     | 1,308      | Rini van Bracht        | 0,922      | Kobayashi Nobuaki      | 1,206      |
| 31  | 1976                                         | Oostende         | Raymond Ceulemans     | 1,500      | Kobayashi Nobuaki      | 1,305      | Komori Junichi         | 1,238      |
| 32  | 1977                                         | Tokyo            | Raymond Ceulemans     | 1,372      | Kobayashi Nobuaki      | 1,187      | Yoshihara Yoshio       | 1,176      |
| 33  | 1978                                         | Las Vegas        | Raymond Ceulemans     | 1,679      | Kobayashi Nobuaki      | 1,205      | Komori Junichi         | 1,067      |
| 34  | 1979                                         | Lima             | Raymond Ceulemans     | 1,384      | Kobayashi Nobuaki      | 1,135      | Yoshihara Yoshio       | 1,067      |
| 35  | 1980                                         | Buenos Aires     | Raymond Ceulemans     | 1,460      | Yoshihara Yohio        | 1,217      | Kobayashi Nobuaki      | 1,192      |
| 36  | 1981                                         | Cairo            | Ludo Dielis           | 1,222      | Kobayashi Nobuaki      | 1,426      | Johann Scherz          | 1,271      |
| 37  | 1982                                         | Guayaquil        | Rini van Bracht       | 1,043      | Yoshihara Yohio        | 1,146      | Carlos Hallon          | 1,086      |
| 38  | 1983                                         | Aix-les-Bains    | Raymond Ceulemans     | 1,447      | Richard Bitalis        | 1,332      | Kobayashi Nobuaki      | 1,258      |
| 39  | 1984                                         | Krefeld          | Kobayashi Nobuaki     | 1,388      | Ludo Dielis            | 1,278      | Raymond Ceulemans      | 1,151      |
| 40  | 1985                                         | Heeswijk-Dinther | Raymond Ceulemans     | 1,541      | Kobayashi Nobuaki      | 1,364      | Komori Junichi         | 1,071      |
| 41  | 1986                                         | Las Vegas        | Avelino Rico          | 1,010      | Torbjörn Blomdahl      | 1,205      | Raymond Ceulemans      | 1,745      |
| 42  | 1987                                         | Cairo            | Torbjörn Blomdahl     | 1,099      | Frank Torres           | 0,933      | Arturo Bone            | 0,778      |
| 43  | 1988                                         | 6 x Cúp Thế giới | Torbjörn Blomdahl     | 1,594      | Kobayashi Nobuaki      | 1,224      | Raymond Ceulemans      | 1,293      |
| 44  | 1989                                         | 5 x Cúp Thế giới | Ludo Dielis           | 1,342      | Torbjörn Blomdahl      | 1,389      | Raymond Ceulemans      | 1,312      |
| 45  | 1990                                         | 6 x Cúp Thế giới | Raymond Ceulemans     | 1,527      | Torbjörn Blomdahl      | 1,619      | Ludo Dielis            | 1,300      |
| 46  | 1991                                         | 5 x Cúp Thế giới | Torbjörn Blomdahl     | 1,504      | Raymond Ceulemans      | 1,518      | Dick Jaspers           | 1,498      |
|     | Năm 1992 và 1993: không tổ chức              |                  |                       |            |                        |            |                        |            |
| 47  | 1994                                         | Aalborg          | Rini van Bracht       | 1,149      | Edgar Bettzieche       | 1,038      | Brian Knudsen          | 1,194      |
| 48  | 1995                                         | Grubbenvorst     | Jozef Philipoom       | 1,494      | John Tijssens          | 1,210      | Kobayashi Nobuaki      | 1,345      |
| 49  | 1996                                         | Hattingen        | Christian Rudolph     | 1,025      | Daniel Sánchez         | 1,277      | Gerhard Kostistansky   | 0,982      |
| 50  | 1997                                         | Grubbenvorst     | Torbjörn Blomdahl     | 2,015      | Raimund Burgman        | 1,453      | Marco Zanetti          | 1,684      |
| 51  | 1998                                         | Rezé             | Daniel Sánchez        | 1,594      | Torbjörn Blomdahl      | 1,797      | Christian Rudolph      | 1,155      |
| 52  | 1999                                         | Bogotá           | Frédéric Caudron      | 1,538      | Torbjörn Blomdahl      | 1,769      | Dick Jaspers           | 1,614      |
| 53  | 2000                                         | Saint-Étienne    | Dick Jaspers          | 1,773      | Tonny Carlsen          | 1,502      | Marco Zanetti          | 1,590      |
| 54  | 2001                                         | Luxembourg       | Raymond Ceulemans     | 1,696      | Marco Zanetti          | 1,866      | Luis Miguel Ávila      | 1,260      |
| STT | Năm                                          | Địa điểm         | Vô địch               | Trung bình | Trận chung kết         | Trung bình | Trận bán kết           | Trung bình |
| 55  | 2002                                         | Randers          | Marco Zanetti         | 1,732      | Dion Nelin             | 1,519      | Dick Jaspers           | 1,687      |
| 55  | 2002                                         | Randers          | Marco Zanetti         | 1,732      | Dion Nelin             | 1,519      | Ramón Rodríguez        | 1,453      |
| 56  | 2003                                         | Valladolid       | Semih Saygıner        | 1,868      | Filippos Kasidokostas  | 1,268      | Torbjörn Blomdahl      | 1,833      |
| 56  | 2003                                         | Valladolid       | Semih Saygıner        | 1,868      | Filippos Kasidokostas  | 1,268      | Marco Zanetti          | 1,211      |
| 57  | 2004                                         | Rotterdam        | Dick Jaspers          | 1,907      | Filippos Kasidokostas  | 1,399      | Nikos Polychronopoulos | 1,437      |
| 57  | 2004                                         | Rotterdam        | Dick Jaspers          | 1,907      | Filippos Kasidokostas  | 1,399      | Jacob Haack-Sørensen   | 1,442      |
| 58  | 2005                                         | Lugo             | Daniel Sánchez        | 1,838      | Jean Paul de Bruijn    | 1,566      | Eddy Leppens           | 1,551      |
| 58  | 2005                                         | Lugo             | Daniel Sánchez        | 1,838      | Jean Paul de Bruijn    | 1,566      | Peter de Backer        | 1,367      |
| 59  | 2006                                         | Sankt Wendel     | Eddy Merckx           | 1,767      | Nikos Polychronopoulos | 1,456      | Peter de Backer        | 1,577      |
| 59  | 2006                                         | Sankt Wendel     | Eddy Merckx           | 1,767      | Nikos Polychronopoulos | 1,456      | Dick Jaspers           | 1,783      |
| 60  | 2007                                         | Cuenca           | Umeda Ryuuji          | 1,426      | Daniel Sánchez         | 1,805      | Dick Jaspers           | 1,484      |
| 60  | 2007                                         | Cuenca           | Umeda Ryuuji          | 1,426      | Daniel Sánchez         | 1,805      | Ramón Rodríguez        | 1,091      |
| 61  | 2008                                         | Sankt Wendel     | Marco Zanetti         | 1,871      | Torbjörn Blomdahl      | 1,631      | Peter de Backer        | 1,481      |
| 61  | 2008                                         | Sankt Wendel     | Marco Zanetti         | 1,871      | Torbjörn Blomdahl      | 1,631      | Jérémy Bury            | 1,478      |
| 62  | 2009                                         | Lausanne         | Filippos Kasidokostas | 1,869      | Eddy Merckx            | 1,703      | Eddy Leppens           | 1,598      |
| 62  | 2009                                         | Lausanne         | Filippos Kasidokostas | 1,869      | Eddy Merckx            | 1,703      | Marco Zanetti          | 1,612      |
| 63  | 2010                                         | Sluiskil         | Daniel Sánchez        | 1,715      | Eddy Leppens           | 1,678      | Choi Sung-won          | 1,718      |
| 63  | 2010                                         | Sluiskil         | Daniel Sánchez        | 1,715      | Eddy Leppens           | 1,678      | Javier Palazon         | 1,375      |
| 64  | 2011                                         | Lima             | Dick Jaspers          | 1,917      | Marco Zanetti          | 1,551      | Javier Palazón         | 1,454      |
| 64  | 2011                                         | Lima             | Dick Jaspers          | 1,917      | Marco Zanetti          | 1,551      | Daniel Sánchez         | 1,808      |
| 65  | 2012                                         | Porto            | Eddy Merckx           | 1,983      | Choi Sung-won          | 1,365      | Frédéric Caudron       | 1,711      |
| 65  | 2012                                         | Porto            | Eddy Merckx           | 1,983      | Choi Sung-won          | 1,365      | Marco Zanetti          | 1,515      |
| 66  | 2013                                         | Antwerpen        | Frédéric Caudron      | 1,951      | Filippos Kasidokostas  | 1,923      | Alexander Salazar      | 1,433      |
| 66  | 2013                                         | Antwerpen        | Frédéric Caudron      | 1,951      | Filippos Kasidokostas  | 1,923      | Dick Jaspers           | 1,822      |
| 67  | 2014                                         | Seoul            | Choi Sung-won         | 2,000      | Torbjörn Blomdahl      | 1,850      | Seo Hyun-min           | 1,350      |
| 67  | 2014                                         | Seoul            | Choi Sung-won         | 2,000      | Torbjörn Blomdahl      | 1,850      | Jean Paul de Bruijn    | 1,269      |
| 68  | 2015                                         | Bordeaux         | Torbjörn Blomdahl     | 1,764      | Kang Dong-koong        | 1,621      | Eddy Merckx            | 1,940      |
| 68  | 2015                                         | Bordeaux         | Torbjörn Blomdahl     | 1,764      | Kang Dong-koong        | 1,621      | Dani Sánchez           | 1,817      |
| 69  | 2016                                         | Bordeaux         | Daniel Sánchez        | 1,983      | Kim Haeng-jik          | 2,043      | Semih Saygıner         | 1,618      |
| 69  | 2016                                         | Bordeaux         | Daniel Sánchez        | 1,983      | Kim Haeng-jik          | 2,043      | Eddy Leppens           | 1,792      |
| 70  | 2017                                         | Santa Cruz       | Frédéric Caudron      | 2,089      | Eddy Merckx            | 1,828      | Mã Minh Cẩm            | 2,123      |
| 70  | 2017                                         | Santa Cruz       | Frédéric Caudron      | 2,089      | Eddy Merckx            | 1,828      | Marco Zanetti          | 1,673      |
| 71  | 2018                                         | Cairo            | Dick Jaspers          | 2,352      | Jérémy Bury            | 2,022      | Nguyễn Quốc Nguyện     | 1,629      |
| 71  | 2018                                         | Cairo            | Dick Jaspers          | 2,352      | Jérémy Bury            | 2,022      | Semih Saygıner         | 1,568      |
| 72  | 2019                                         | Randers          | Torbjörn Blomdahl     | 2,121      | Nguyễn Đức Anh Chiến   | 1,606      | Sameh Sidhom           | 1,535      |
| 72  | 2019                                         | Randers          | Torbjörn Blomdahl     | 2,121      | Nguyễn Đức Anh Chiến   | 1,606      | Semih Saygıner         | 1,934      |
|     | Năm 2020: không tổ chức do đại dịch Covid-19 |                  |                       |            |                        |            |                        |            |
| 73  | 2021                                         | Sharm el-Sheikh  | Dick Jaspers          | 1,864      | Murat Naci Çoklu       | 1,826      | Marco Zanetti          | 2,051      |
| 73  | 2021                                         | Sharm el-Sheikh  | Dick Jaspers          | 1,864      | Murat Naci Çoklu       | 1,826      | Martin Horn            | 1,949      |
| 74  | 2022                                         | Donghae          | Tayfun Taşdemir       | 2,244      | Ruben Legazpi          | 1,638      | Eddy Merckx            | 1,841      |
| 74  | 2022                                         | Donghae          | Tayfun Taşdemir       | 2,244      | Ruben Legazpi          | 1,638      | Dick Jaspers           | 1,859      |
| 75  | 2023                                         | Ankara           | Bao Phương Vinh       | 1,594      | Trần Quyết Chiến       | 1,635      | Tayfun Taşdemir        | 1,556      |
| 75  | 2023                                         | Ankara           | Bao Phương Vinh       | 1,594      | Trần Quyết Chiến       | 1,635      | Cho Myung-Woo          | 1,561      |